# Кринички (Ровненская область)
Кринички (укр. Кринички) — село, входит в Гощанскую поселковую общину Ровненского района Ровненской области Украины.
Население по переписи 2001 года составляло 169 человек. Почтовый индекс — 35410. Телефонный код — 3650. Код КОАТУУ — 5621283601.